# Gates Corporation

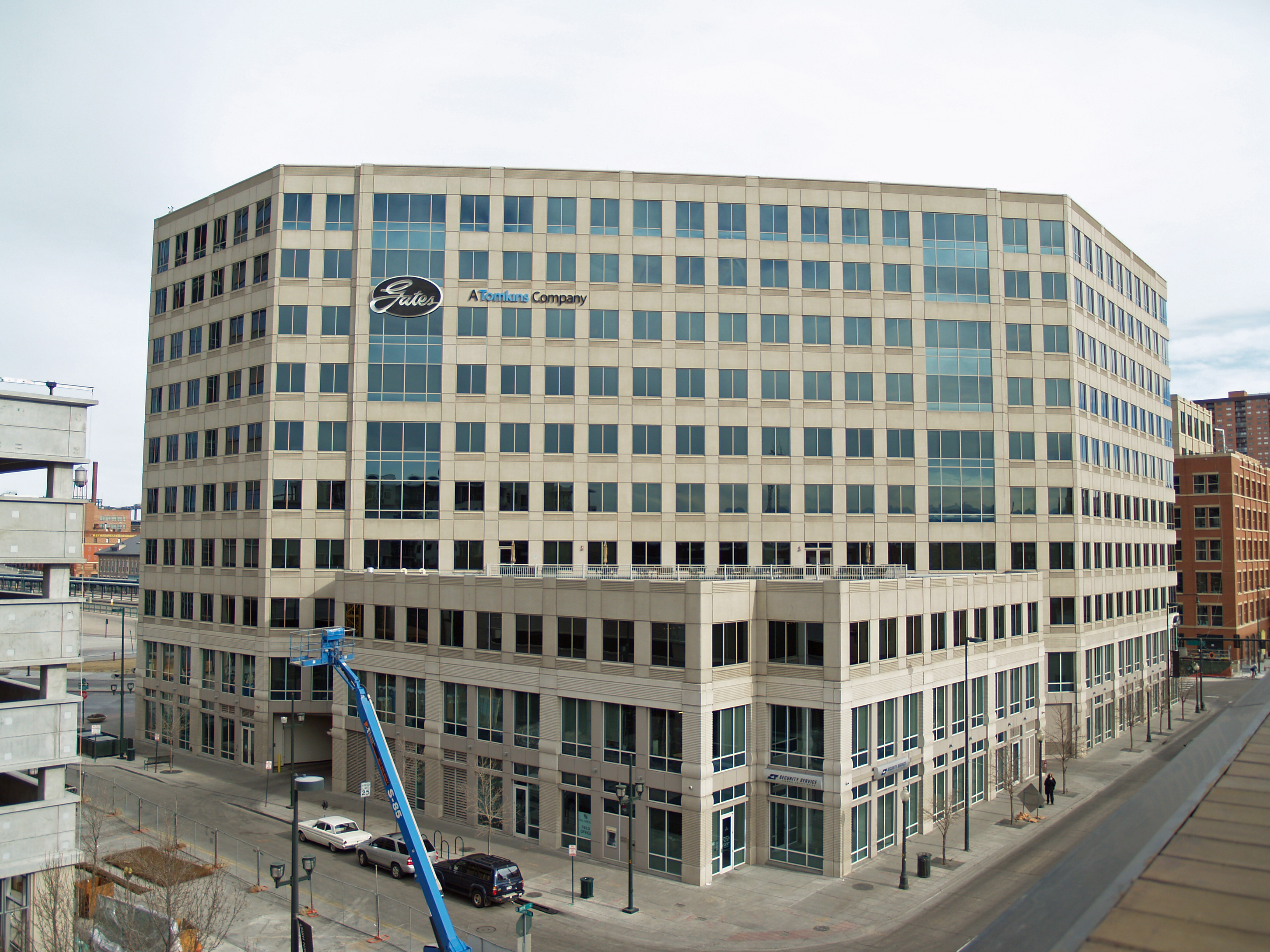
Siège de Gates Corporation à Denver (Colorado).

Gates Corporation est un équipementier automobile américain dont le siège se situe à Denver dans le Colorado. Le groupe est un leader mondial dans la fabrication de courroies de transmission et de produits de transmissions hydrauliques.
Le siège européen de Gates est situé à Erembodegem en Belgique depuis les années 1950.

## Histoire
L'achat de l'entreprise nommée The Colorado Tire and Leather Company par Charles Gates en 1911 marque la naissance du groupe.